# ارنست زائگل
ارنست زائگل (انگلیسی: Ernst Zägel; ۵ مارس ۱۹۳۶ – ۲۳ آوریل ۲۰۲۰) بازیکن فوتبال اهل آلمان بود.
از باشگاه‌هایی که در آن بازی کرده‌است می‌توان به باشگاه فوتبال زاربروکن اشاره کرد.
وی همچنین در تیم‌های ملی فوتبال زارلند بی و زارلند بازی کرده‌است.